# Paramount-Long Meadow
Paramount-Long Meadow es un lugar designado por el censo ubicado en el condado de Washington en el estado estadounidense de Maryland. En el Censo de 2010 tenía una población de 2.571 habitantes y una densidad poblacional de 454,73 personas por km².

## Geografía
Paramount-Long Meadow se encuentra ubicado en las coordenadas 39°40′47″N 77°41′32″O / 39.67972, -77.69222. Según la Oficina del Censo de los Estados Unidos, Paramount-Long Meadow tiene una superficie total de 5.65 km², de la cual 5.65 km² corresponden a tierra firme y (0%) 0 km² es agua.

## Demografía
Según el censo de 2010, había 2.571 personas residiendo en Paramount-Long Meadow. La densidad de población era de 454,73 hab./km². De los 2.571 habitantes, Paramount-Long Meadow estaba compuesto por el 91.29% blancos, el 4.4% eran afroamericanos, el 0.04% eran amerindios, el 1.87% eran asiáticos, el 0% eran isleños del Pacífico, el 0.39% eran de otras razas y el 2.02% pertenecían a dos o más razas. Del total de la población el 1.83% eran hispanos o latinos de cualquier raza.